# Układanki
Układanki – singel polskiego rapera Young Igiego  oraz piosenkarki Margaret. Singel został wydany 16 lipca 2019 roku. Tekst utworu został napisany przez Igora Ośmiałowskiego i Małgorzatę Jamroży.
Nagranie uzyskało certyfikat dwukrotnie platynowej płyty w 2020 roku.
Singel zdobył ponad 15 milionów wyświetleń w serwisie YouTube (2023) oraz ponad 13 milionów odsłuchań w serwisie Spotify (2023).

## Nagrywanie
Utwór został wyprodukowany przez Tribbsa, KaCeZet i Err Bits. Tekst do utworu został napisany przez Igora Ośmiałowskiego i Małgorzatę Jamroży.

## Twórcy
- Young Igi, Margaret – słowa[1][2]
- Igor Ośmiałowski, Małgorzata Jamroży – tekst[1]
- Tribbs, KaCeZet, Err Bits – produkcja[1][2]